# John Bierhorst
John William Bierhorst (geb. 1936 in Boston) ist ein US-amerikanischer Schriftsteller, Übersetzer und Ethnologe. Er übersetzt aus dem Nahuatl und Mapudungun. 2001 war er Editor von The Norton Anthology of World Literature. Von ihm stammen verschiedene Werke zur Mythologie der Indianer Amerikas (darunter Mythology of North America, Mythology of South America, Mythology of Mexico and Central America und History and Mythology of the Aztecs).

## Publikationen (Auswahl)
- Bierhorst, John: Die Mythologie der Indianer Nord-Amerikas. Aus dem Amerikanischen von Frederik Hetmann. München, Diederichs Verlag, 1988 (Diederichs Gelbe Reihe 139)
- John Bierhorst; Wendy Watson: Doctor Coyote : a Native American Aesop's fables Washington, DC : Library of Congress, NLS/BPH, 1989, ISBN 0-02-709780-3
- The Mythology of Mexico and Central America. OUP USA, 2002, ISBN 978-0-19-514621-9
- Bierhorst, John: A Cry from the Earth. Music of North American Indians: Music of the North American Indians. Ancient City Press, Santa Fe, 1979
- Bierhorst, John (ed.): The Red Swan: Myths and Tales of the American Indians. University of New Mexico, 1993, ISBN 0-8263-1355-8 / 0-8263-1355-8
- Bierhorst, John. (Ed.): Four Masterworks of American Indian Literature. Quetzalcoatl. The Ritual of Condolence. Cubeb. The Night Chant. New York. Farrar, Straus and Giroux, 1974
- Bierhorst, John (Ed.): In the trail of the wind - American Indian Poems and Ritual Orations. Anchor Books, Doubleday & Company, Garden City, New York, Toronto, 1972, ISBN 0-374-50901-8
- Curtis, Edward S & John Bierhorst: Girl Who Married a Ghost, and Other Tales from the North American Indian. Four Winds, 1979, ISBN 978-0-590-07505-3
- Bierhorst, John (translated from the Aztec version of birth of Jesus told in 1583): Spirit Child: a story of the nativity. NY Mulberry Books (1984)
- The Naked Bear: Folktales of Iroquois. 1987
- The Dancing Fox: Arctic Folktales. 1997
- Latin American Folktales: Stories from Hispanic and Indian Traditions
- Mythology of the Lenape: Guide and Texts. 1995